# D2 (motorväg, Slovakien)
D2 är en motorväg i Slovakien som går mellan från gränsen till Tjeckien via Bratislava och vidare till gränsen till Ungern. Denna motorväg byggdes från början som en motorvägsförbindelse mellan Bratislava och Prag under den tid då det dåvarande Tjeckoslovakien fanns. Idag är detta en viktig motorväg dels för Slovakien men det är även en viktig motorväg för internationell trafik i Europa då denna motorväg även används för internationell trafik från Tjeckien till Ungern.